# 康提王國
康提王国是位于斯里兰卡岛中部和东部的的独立君主制王国。 它始建于15世纪后期，并持续至19世纪初。在不同的时期，康提王国曾与贾夫纳王国，南印度的马杜赖纳亚克王朝，以及锡达瓦卡结盟以确保其生存。 从15世纪90年代起，它是斯里兰卡岛上唯一独立的本土政權。通过游击战的战和外交將欧洲殖民势力阻止在海湾，但在1818年被击败，並開始了英国殖民统治時期。 根据1815年的“康各公约”，王国成为大英帝国的保护国，并在1817年的乌娃叛乱之后明确失去了自治权。

## 名字
多年来，康提王国以众多名字闻名。包括：Kanda Uda Pasrata、The Senkadagala Kingdom、The Kanda Udarata、The Mahanuwara Kingdom、Sri Wardhanapura、Sinhalé、Thun Sinhalaya or Tri Sinhala、Kande Nuwara等。